# Eidsbugarden
Eidsbugarden is een kleine plaats aan het westelijk einde van het meer Bygdin in het zuidoosten van het gebergte Jotunheimen in de Noorse provincie Innlandet.
Aasmund Olavsson Vinje had een hut in Eidsbugarden. Tegenwoordig is Eidsbugarden een toeristencentrum met wandelgebied, met een hotel uit 1909, een hut van Den Norske Turistforening (DNT) en circa 160 privéhutten.
De weg Riksvei 252 loopt naar Eidsbugarden vanaf Riksvei 53.
Ieder jaar in het eerste weekend van augustus wordt het Vinjerockfestival gehouden in Eidsbugarden.